# Pedro León Díaz Gallo
Pedro León Díaz Gallo (Santiago del Estero, Virreinato del Río de la Plata, 1782 - San Miguel de Tucumán, Confederación Argentina, 16 de febrero de 1852) fue un sacerdote y político que se desempeñó como diputado por Santiago del Estero durante el Congreso de Tucumán de 1816, siendo por tanto uno de los firmantes de la Declaración de la Independencia de las Provincias Unidas en Sudamérica, como eran conocidas ese entonces.

## Biografía
Pedro León Díaz Gallo nació en la ciudad de Santiago del Estero en 1782. Fue hijo de Vicente Díaz Gallo, fundador del apellido en esa ciudad, y de Sabina López de Velasco.
En 1799 ingresó al Colegio de Monserrat, en Córdoba, donde se ordenó de presbítero. Luego obtuvo el título de «maestro en artes» (filosofía) en la Universidad de San Carlos.  Al volver a su provincia, inició su carrera de sacerdote en Loreto, junto a Pedro Francisco de Uriarte, y ocupó distintos puestos eclesiásticos. 
El 19 de junio de 1815, participó en el Cabildo Abierto que estudió el Estatuto provisional de ese año.
En 1816, mientras se hallaba al frente del curato de su ciudad, fue elegido diputado al Congreso de Tucumán, en el cual llegó a ocupar la vicepresidencia en 1816 y la presidencia en 1819. Tuvo una destacada participación por sus conocimientos y eficacia, interviniendo con entusiasmo en los debates y comisiones; y firmando la declaración de independencia de la Argentina el 9 de julio de 1816. En diciembre de ese año se produjo la sublevación de Borges, y Pedro León Gallo propició el indulto a los reos de esa fallida revolución.
Cuando el Congreso se trasladó a Buenos Aires, fue elegido para ejercer la presidencia en turno del cuerpo. Tuvo una participación muy activa al tratarse la Constitución unitaria de 1819.
Al disolverse el Congreso en 1820, fue arrestado por Manuel de Sarratea acusándolo falsamente de traición a la patria. Luego de dos meses, fue liberado y regresó a Santiago del Estero, donde intervino en el movimiento autonomista de la provincia de ese año, desempeñando el ministerio durante el gobierno de Juan Felipe Ibarra.
En 1821, en representación de Ibarra, firmó el Tratado de Vinará entre Tucumán y Santiago del Estero, junto con Pedro Miguel Aráoz de Tucumán y el mediador José Andrés Pacheco de Melo de Córdoba.
A pesar de haber sido elegido diputado al Congreso Constituyente de 1826, no formó parte de este pues viajó a Salta, sede de la diócesis, a optar por el concurso al curato de su ciudad natal. También desempeñó el cargo de diputado provincial, donde ejerció mucha influencia por su larga práctica en la vida pública. 
En 1838, Ibarra le encargó el gobierno de la diócesis de Santiago, lo que motivó un conflicto eclesiástico con el Cabildo de Salta que nombró para vicario capitular en sede vacante al doctor Figueroa. Ocupó por largo tiempo, el puesto de vicario foráneo.

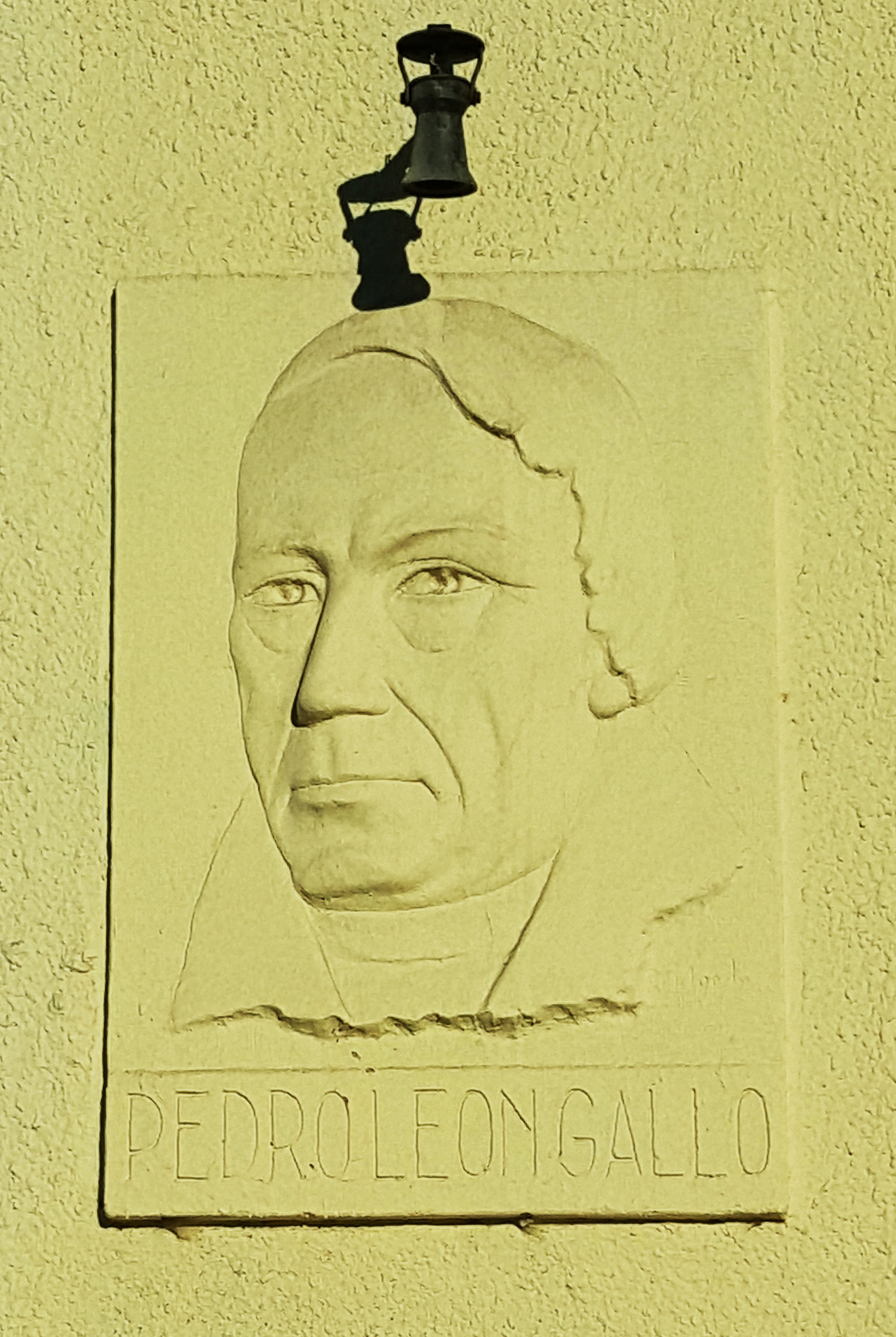
Efigie de Pedro León Gallo, sobre la avenida que lleva su nombre en la ciudad de Santiago del Estero.

Cuando Manuel Taboada tomó el gobierno de Santiago del Estero por una revolución contra su primo Mauro Carranza, el 1 de octubre de 1851, se fugó hacia Tucumán para ponerse a salvo. Pero perseguido por gente de Taboada, fue tomado preso por estos en Antajé, Departamento Banda; y llevado de vuelta a su ciudad, sufrió torturas de sus adversarios.
Puesto luego en libertad se dirigió a Tucumán, donde falleció el 16 de febrero de 1852.